# Arnold Klíčník
Arnold Klíčník (8. července 1857 Kralice nad Oslavou – 15. května 1935 Brno) byl moravský podnikatel v optice a komerční rada.

## Biografie
Arnold Klíčník se narodil v roce 1857 v Kralicích nad Oslavou, jeho otcem byl stolař Emanuel Klíčník a matkou Anna Klíčníková. Odešel do Brna, kde začal podnikat, již v roce 1881 stál jako jeden ze zakladatelů za zrodem Ústředního spolku živnostníků moravských a v roce 1884 založil podnik na výrobu optických a mechanických zařízení, mimo jiné vyráběl i dalekohledy a vyrobil také jeden z prvních dalekohledů pro brněnskou hvězdárnu. Na Velkém náměstí také založil a otevřel jeden z prvních cyklistických obchodů, tam také nabízel výuku jízdy na kole. V roce 1910 se stal členem správní rady Cyrillo-metodějské záložny v Brně a v roce 1912 předsedou Zemské ústředny pro péči o dorost živnostenský v Brně, kde zůstal předsedou až do roku 1937. Patřil také k těm, kteří se zasloužili o založení České odborné školy typografické v Brně. V roce 1933 se začal starat po smrti rodičů Ivana Blatného o svého vnuka Ivana a v roce 1935 mu odkázal podnik, Ivan Blatný se vedení podniku ujal jako předčasně zletilý v roce 1938 a vedl jej až do svého odchodu do zahraničního exilu. Optika byla na nároží České a Solniční v Brně i v roce 2020. Byl pohřben na Ústředním hřbitově v Brně.
Arnold Klíčník je čestným občanem Kralic nad Oslavou, věnoval se jako finanční mecenáš zrodu Památníku Bible kralické.